# Lesley Beake
Lesley Beake (Edinburgh (Schotland), 1949) is een Zuid-Afrikaans schrijfster van kinderboeken.
Zij emigreerde in 1966 naar Zuid-Afrika. Ze studeerde aan de Rhodes-universiteit en aan Unisa. Na haar afstuderen heeft Beake als docente gewerkt, hield ze zich bezig met Engels als tweede taal en met personeelstrainingen.  

## Werk
Detained at her majesty's pleasure (1986) is een van haar eerste werken en kan beschreven worden als een realistisch jeugdverhaal. The strollers (1987) is een jeugdboek over het leven van straatkinderen in Kaapstad. Beake heeft onderzoeksmateriaal gebruikt om dit verhaal levensecht te maken. Een historisch jeugdboek is Traveller (1989) over het leven in de Kaap in de 19e eeuw. Song of Be (1991) gaat over Be, een meisje uit de Boesman-stam in Namibië, dat met haar moeder het dorp verlaat om op de boerderij 'Ontevrede' te gaan wonen, waar haar grootvader had gewerkt. Be maakt kennis met de veranderende cultuur en veranderingen in de politiek van Namibië. Beau and the Baobabtree verschijnt in 1992 en in 1997 wordt Jakey gepubliceerd. Beake heeft verschillende prijzen gekregen en haar werk is in meer dan zeven talen uitgegeven, onder andere in het Zweeds, Japans en Nederlands.
- Bibliothèque nationale de France: cb12233047s (data)
- Digitale Bibliotheek voor de Nederlandse Letteren: beak001
- International Standard Name Identifier: 0000 0000 8105 6188
- Library of Congress Control Number: n85297164
- Nederlandse Thesaurus van Auteursnamen: 091315557
- Système universitaire de documentation: 116838760
- Virtual International Authority File: 27119655
- WorldCat: E39PBJxmJY3mTWQW9H8C4Bm8G3